# اندروید دونات
اندروید دونات (انگلیسی: Android Donut) یا اندروید نسخه ۱٫۶ در ۱۵ سپتامبر ۲۰۰۹ منتشر شد. این نسخه اندروید مبتنی بر کرنل لینوکس نسخه ۲٫۶٫۲۹ بود.

## قابلیت‌ها
قابلیت‌های زیر را به اندروید افزود:
- بهبود در سرویس اندروید مارکت
- رابط کاربری یکپارچه برای دوربین عکسبرداری، دوربین فیلمبرداری و گالری تصاویر
- امکان انتخاب چند عکس برای پاک کردن در منوی گالری
- به‌روزرسانی ویژگی جستجوی صوتی
- به‌روزرسانی ویژگی جستجو با قابلیت جستجو در موارد نشانه‌گذاری شده (Bookmarks)، تاریخچه (History)، اسامی (Contacts) و وب از صفحه اصلی (Home Screen)
- پشتیبانی از تکنولوژی‌های به‌روز شده CDMA/EVDO, 802.1x, VPN و موتور متن به گفتار
- پشتیبانی از رزولوشن WVGA برای صفحه نمایش
- افزوده شدن قابلیت‌های حرکتی در سیستم عامل و ابزار برنامه‌نویسی برای برنامه‌نویسان

## موبایل و اسمارت فون ها
| برند موبایل  | مدل                 | تاریخ        | نسخه اندروید | نسخه به‌روزرسانی شده |
| ------------ | ------------------- | ------------ | ------------ | ------------------- |
| سونی اریکسون | Xperia x10          | نوامبر 2009  | 1.6          | 2.1                 |
| سونی اریکسون | Xperia x10 mini     | فوریه 2010   | 1.6          | 2.1                 |
| سونی اریکسون | Xperia x10 Mini Pro | فوریه 2010   | 1.6          | 2.1                 |
| سونی اریکسون | Xperia x8           | ژوئن 2010    | 1.6          | 2.1                 |
| اچ‌تی‌سی       | Dream               | فوریه 2009   | 1.6          | به‌روزرسانی ندارد    |
| اچ‌تی‌سی       | Tattoo              | سپتامبر 2009 | 1.6          | به‌روزرسانی ندارد    |
| تی-موبایل    | G1                  | اکتبر 2008   | 1.6          | به‌روزرسانی ندارد    |
| ال‌جی         | Swift GT540         | می 2010      | 1.6          | 2.1                 |
| ال‌جی         | Loop GT540          | می 2010      | 1.6          | 2.1                 |